# Útok nalezením vzoru
Útok nalezením vzoru (také útok nalezením předlohy, anglicky preimage attack) je kryptoanalytický útok na kryptografickou hašovací funkci, který najde k spočítanému haši některou ze zpráv, které jsou mu vzorem.
U kryptografických hašovacích funkcí se rozlišují dva druhy odolnosti proti hledání vzoru:
- odolnost vůči nalezení vzoru (anglicky preimage resistance) – pro kryptografickou hašovací funkci {\displaystyle h} a její libovolný výstup {\displaystyle y} neexistuje prakticky realizovatelný algoritmus, který by uměl najít nějaké neznámé {\displaystyle x} splňující {\displaystyle h(x)=y}
- odolnost vůči nalezení druhého vzoru (anglicky second-preimage resistance) – pro kryptografickou hašovací funkci {\displaystyle h} a její libovolný vstup {\displaystyle x} neexistuje prakticky realizovatelný algoritmus, který by uměl najít nějaké neznámé {\displaystyle x'} splňující {\displaystyle h(x)=h(x')}

## Srovnání s obecným hledáním kolizí
Odolnost vůči útoku nalezením druhého vzoru je silnější než vůči útoku nalezením kolize, neboť pokud útočník umí najít druhý vzor, umí tím najít i kolizi. U útoku nalezením kolize je totiž požadováno nalezení libovolných dvou kolizních vzorů, zatímco útok nalezením druhého vzoru požaduje schopnost najít druhý vzor k jednomu již zadanému.
U dříve široce používaných kryptografických hašovacích funkcí MD5 a SHA-1, u kterých už byly objeveny prakticky realizovatelné útoky nalezením kolize (MD5 v roce 2005, SHA-1 v roce 2017), se k roku 2018 nepodařilo najít prakticky realizovatelné útoky nalezením vzoru.